# Ranma (arquitectura)

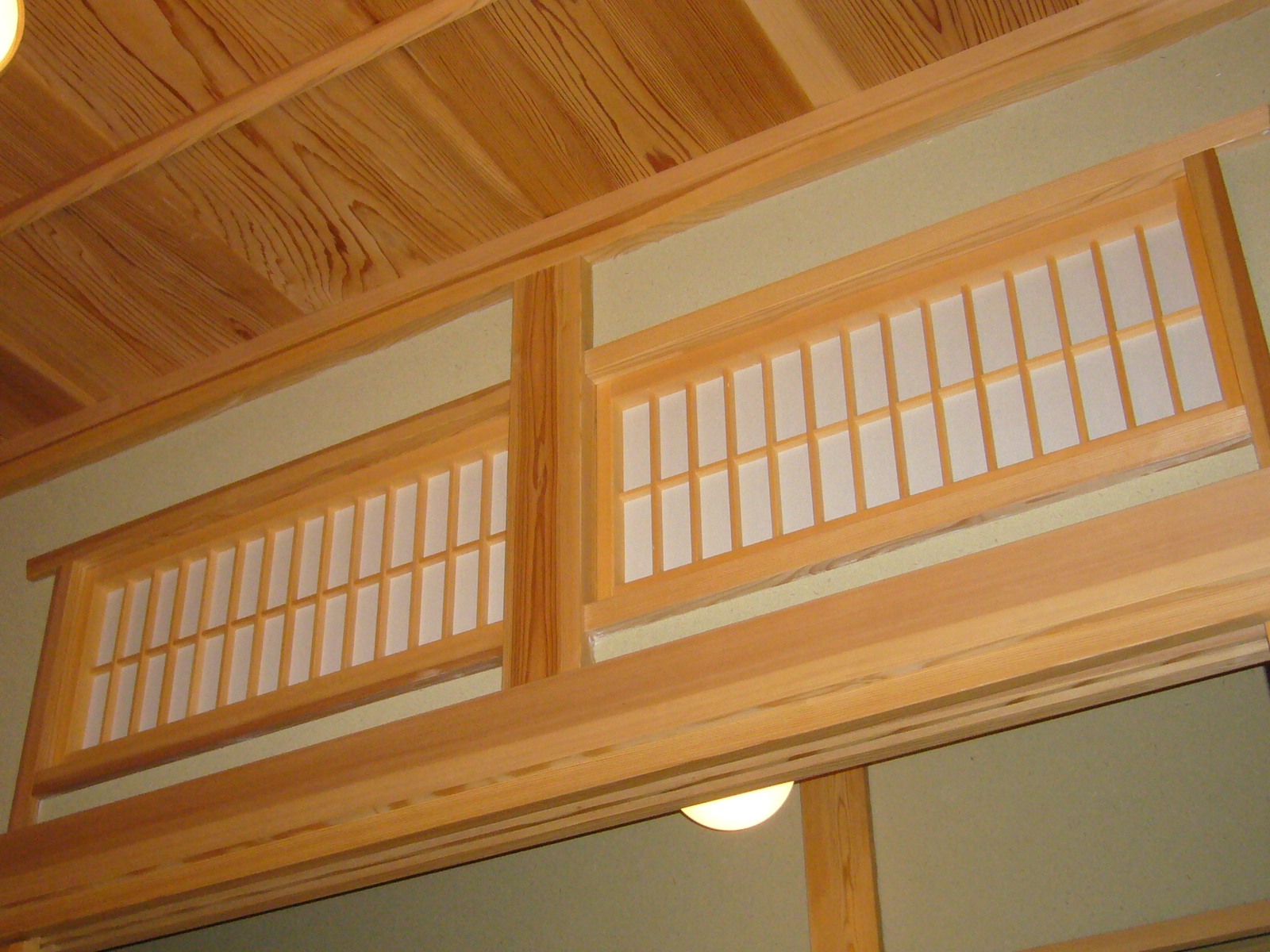
Ranma

Un ranma (欄間?) es una tabla dispuesta a la altura del techo y que forma una abertura en el dintel (esta abertura en realidad es un shōji o un fusuma instalado en el dintel). 

## Características
Tiene como función dar luz y ventilación a la habitación. Se han visto modelos antiguos en los rollos emakimono de la era Heian. Su nombre radica en que es un espacio (間 ma?) con planchas de madera dispuestas en columnas (欄 ran?).